# Russell Edwin Spangler
Russell Edwin Spangler (n. 1971) es un botánico estadounidense.
Es investigador en el Herbario de la Universidad Harvard.

## Algunas publicaciones
- Spangler, RE. 1997. Distribution, abundance, and microhabitat use of juvenile bull trout and cutthroat trout in two. Ed. University of Idaho
- Spangler, RE; BF Zaitchik; ET Russo; EA Kellogg. 1999. Andropogoneae evolution and generic limits in Sorghum (Poaceae) using ndhF sequences. Systematic Botany 24: 267-281
- Tomlinson, PB; RE Spangler; G Lemon. Development of the shoot vascular system in the rattan palm Calamus. Harvard Forest, Harvard University
- Clark, LG; M Kobayashi; S Mathews; RE Spangler; EA Kellogg. 2000. The Puelioideae, A New Subfamily of Poaceae. Systematic Botany 25:2 : 181–187
- Barker, NP; LG Clark; JI Davis; MR Duvall; GF Guala; C Hsiao; EA Kellogg; HP Linder; RJ Mason-Gamer; SY Mathews; MP Simmons; RJ Soreng; RE Spangler. 2001. Phylogeny and subfamilial classification of the grasses (Poaceae). Ann. Missouri Bot. Garden 88(3): 373-457
- Tomlinson, PB; JB Fisher; RE Spangler; RA Richer. Stem vascular architecture in the rattan palm Calamus (Arecaceae–Calamoideae–Calaminae). Am. J. Bot. 2001 88: 797-809
- Mathews, S; RE Spangler; RJ Mason-Gamer; EA Kellogg. 2002. Phylogeny of Andropogoneae inferred from phytochrome B, GBSSI, & NDHF. Int.J.Pl.Sci. 163(3): 441-450

- La abreviatura «Spangler» se emplea para indicar a Russell Edwin Spangler como autoridad en la descripción y clasificación científica de los vegetales.[1]